# Raimkul Malahbekov
Raimkul Malahbekov (n. 16 august 1974, Душанбе, Republica Sovietică Socialistă Tadjikă, URSS) este un boxer ce a reprezentat Rusia, medaliat olimpic. A participat la 2 ediții ale Jocurilor Olimpice (1996, 2000) în care a câștigat o medalie de argint și o medalie de bronz.